# Fucoxantina
La fucoxantina és una xantofil·la de fórmula C42H58O₆. Es troba com un pigment accessori en els cloroplasts de les algues brunes i la majoria dels heteroconts, donant-los un color marró o color verd oliva. La fucoxantina absorbeix la llum sobretot en el blau-verd a la part groc-verd de l'espectre visible, amb un pic al voltant de 510-525 nm per diverses estimacions i absorbir de manera significativa en el rang de 450 a 540 nm. Alguns estudis metabòlics i nutricionals realitzats en rates i ratolins a la Universitat de Hokkaido indiquen que la fucoxantina promou la crema de greixos en les cèl·lules del teixit adipós blanc, augmentant l'expressió de termogenina. A partir de 2008, no hi ha estudis en humans publicats, per la qual cosa queda per veure si és de qualsevol valor en l'obesitat humana].